# Michalczew
Michalczew is een plaats in het Poolse district  Grójecki, woiwodschap Mazovië. De plaats maakt deel uit van de gemeente Warka en telt 330 inwoners.

## Verkeer en vervoer
- Station Michalczew